# Cape Dutton
Cape Dutton är en udde i Australien. Den ligger i delstaten South Australia, omkring 150 kilometer sydväst om delstatshuvudstaden Adelaide.
Trakten runt Cape Dutton är nära nog obefolkad, med mindre än två invånare per kvadratkilometer..
Genomsnittlig årsnederbörd är 751 millimeter. Den regnigaste månaden är juni, med i genomsnitt 141 mm nederbörd, och den torraste är januari, med 19 mm nederbörd.